# San Antonio Force
San Antonio Force fue un equipo que jugó en la Arena Football League solo durante el año 1992. El equipo tiene 2 de los peores records en la historia de la AFL. Uno el de perder 50-0 ante los Orlando Predators y el peor registro de goles de campo en la temporada con solo 4 anotados en 34 intentos.
- Datos: Q7413329